# Tunnel van la Moutarde
De tunnel van la Moutarde is een spoortunnel in de kern Dalhem (Frans: Dolhain) in de gemeente Limburg. De tunnel heeft een lengte van 446 meter. De dubbelsporige spoorlijn 37 gaat door de tunnel. De tunnel ligt op een nieuw spoortracé die de bocht aan het station Dolhain-Gileppe en de tunnel van Dolhain afsnijdt.
Doordat de spoorbedding voorbij de tunnel van Dolhain instabiel was en wegzakte naar de naastgelegen Vesder was de snelheid er beperkt tot 20 km/u. Daardoor had Infrabel besloten om een nieuwe tunnel aan te leggen. Er werd gewerkt met een open sleuf, uitgegraven in de Colline de la Moutarde, waarin dan een tunnel is gebouwd in gewapend beton.
Er werd meer dan 150000 m³ uitgegraven, waarvan een groot deel is herbruikt om de betonnen tunnelconstructie weer af te dekken. De tunnelbekisting was goed voor telkens 14 meter tunnel.
Wanneer de sporen van het oude tracé van spoorlijn 37 naar het nieuwe tracé via de tunnel werden gelegd, heeft Infrabel van de gelegenheid gebruikgemaakt om het nabijgelegen viaduct van Dolhain en de tunnel van Vieille Foulerie te vernieuwen.
Het station Dolhain-Gileppe is gesloten en het oude station Dolhain-Vicinal werd omgebouwd tot een spoorweghalte, bestaande uit twee perrons, een voetgangerstunnel en de nodige toegangswegen.